# Okenia hispanica
Okenia hispanica Valdés & Ortea, 1995 è un mollusco nudibranchio della famiglia Goniodorididae.
L'epiteto specifico fa riferimento alla Spagna, località di rinvenimento.